# Salón de Reinos

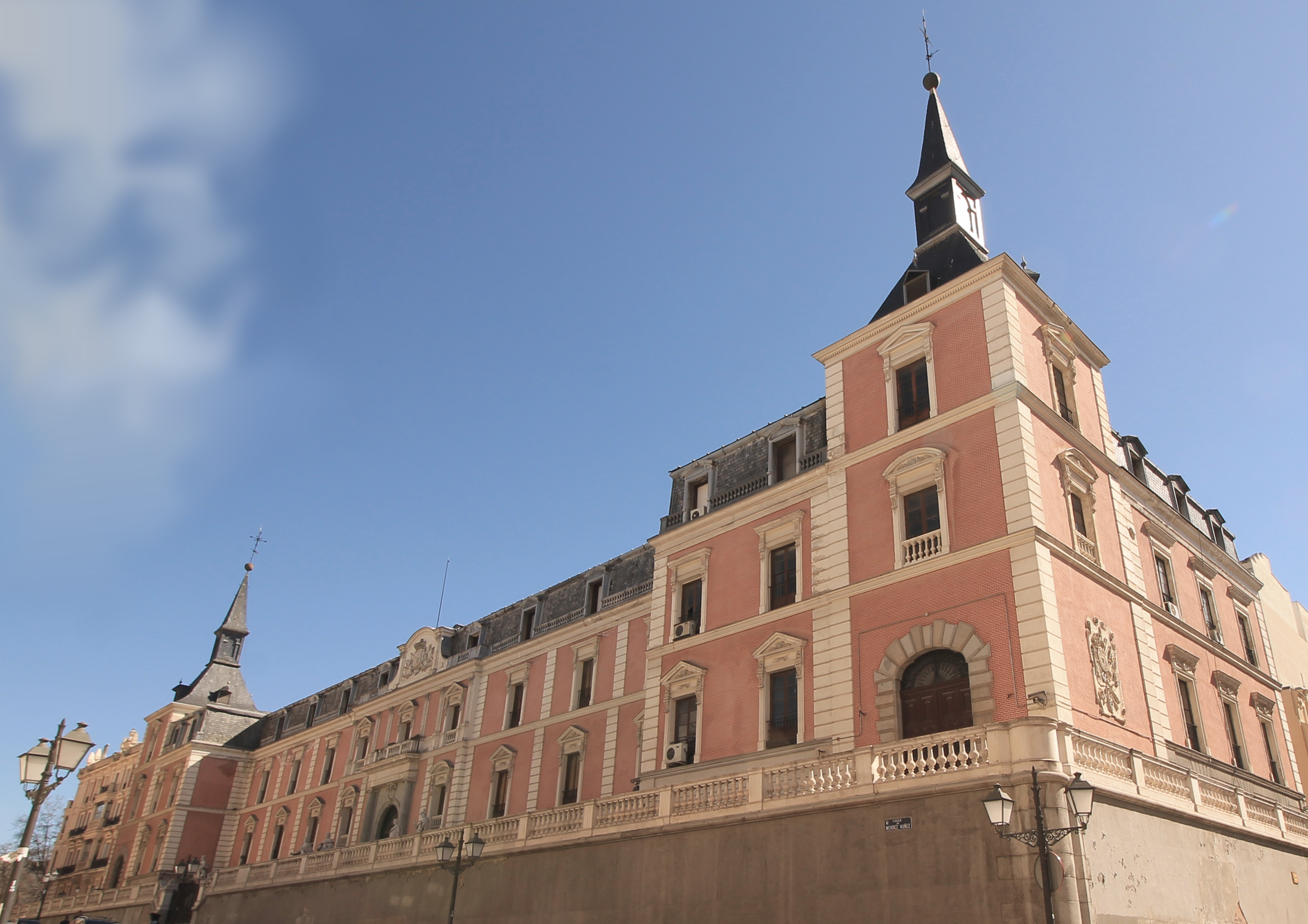
Vista exterior del Salón de Reinos del antiguo palacio del Buen Retiro.

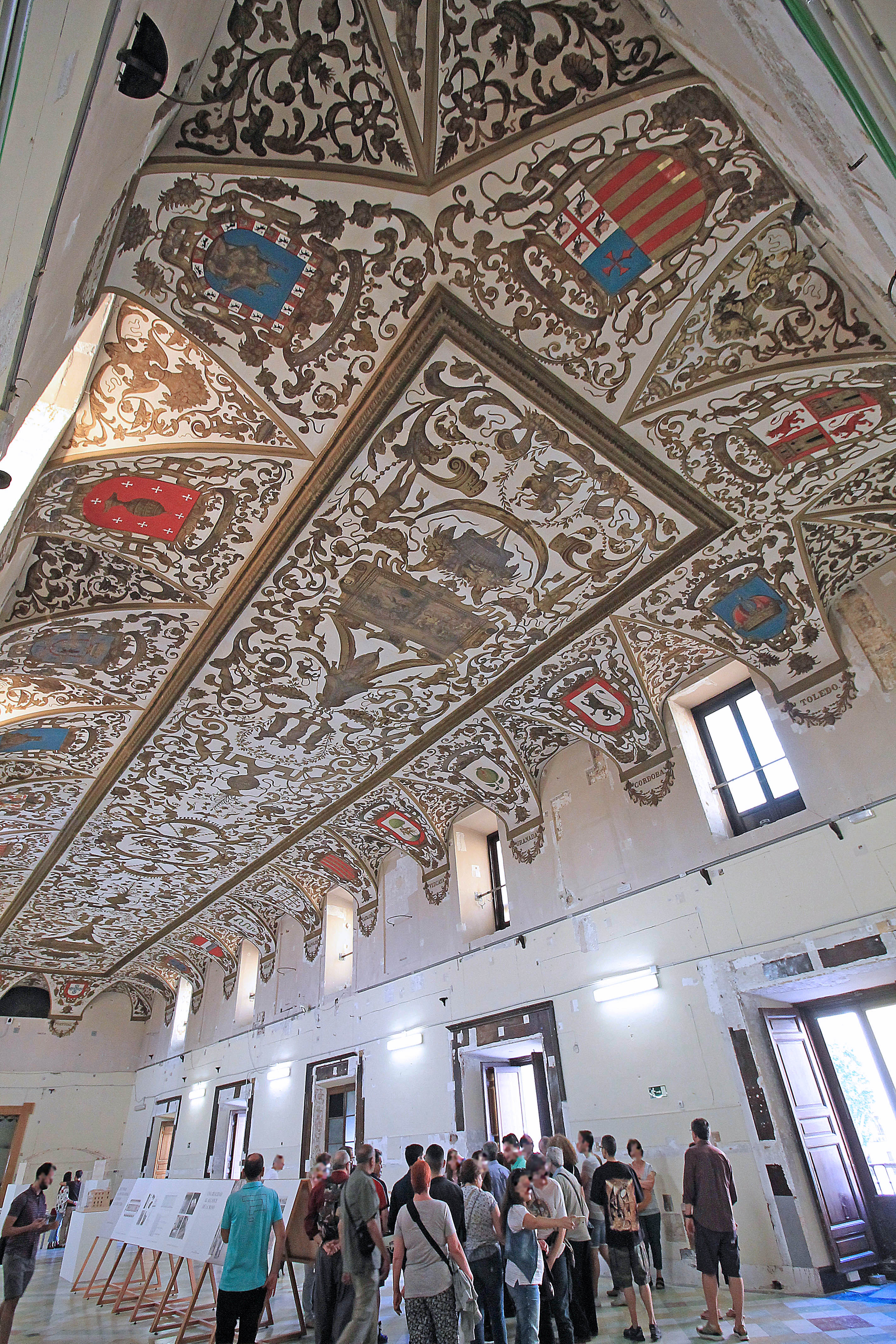
El Salón de Reinos, tras el desalojo del Museo del Ejército y antes del inicio de su reforma como ampliación del Museo del Prado.

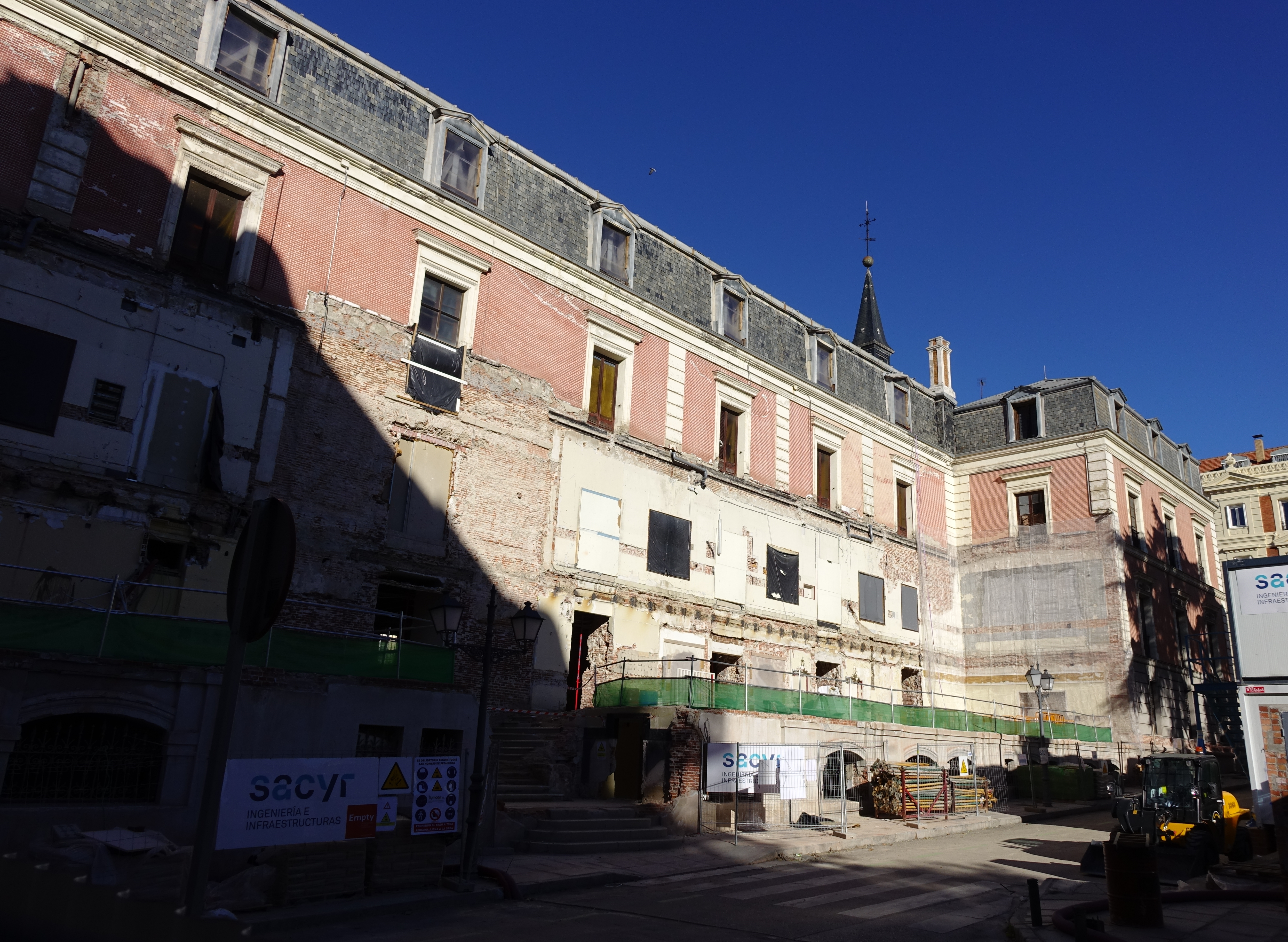
Aspecto de la fachada sur durante los trabajos de rehabilitación (diciembre de 2022).

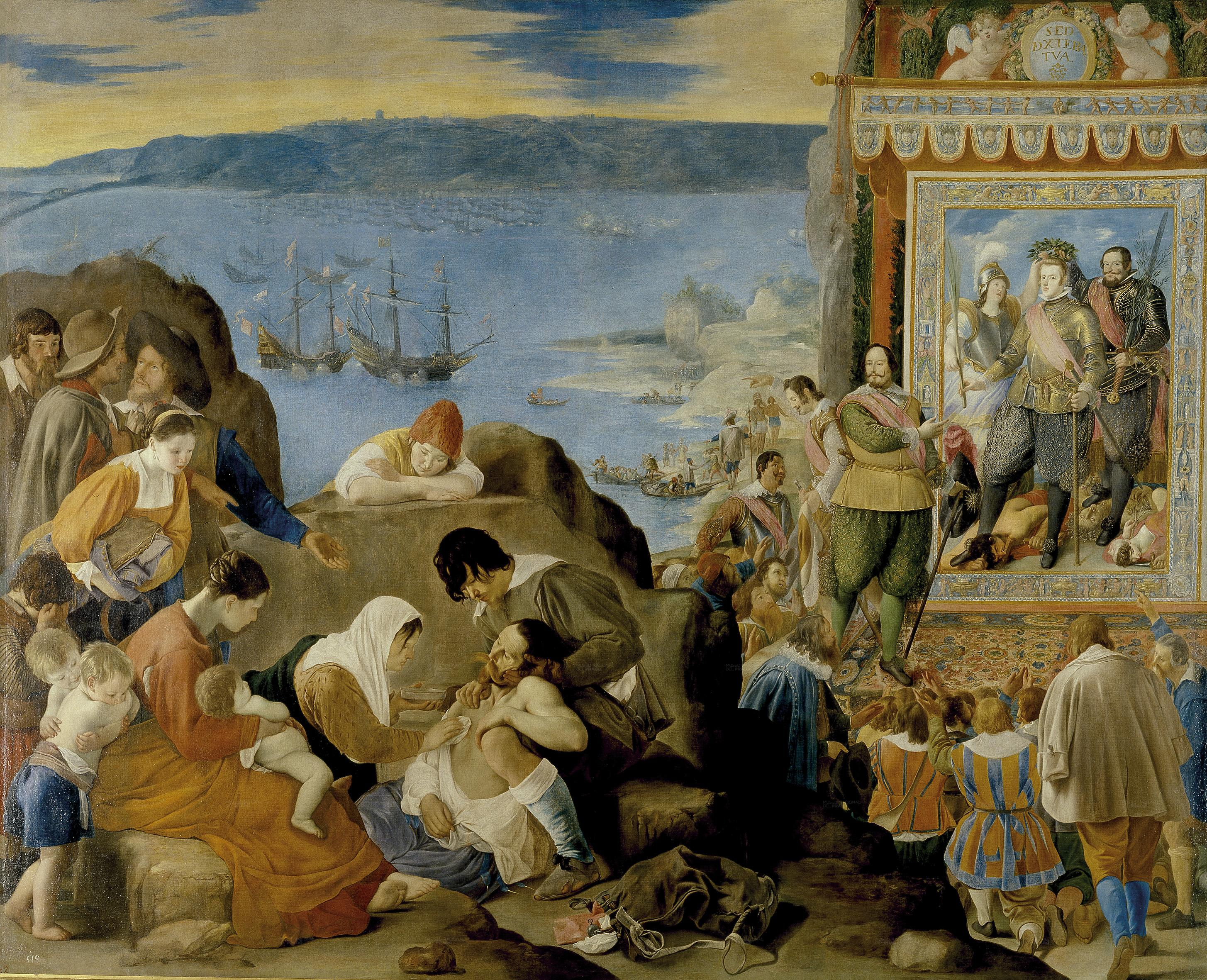
La recuperación de Bahía de Todos los Santos, por Juan Bautista Maíno. Es uno de los lienzos de batallas que decoraron el Salón de Reinos.

El Salón de Reinos o salón grande fue el auténtico eje representativo del antiguo palacio del Buen Retiro de Madrid, construido entre 1630 y 1635, y el que albergaba las mejores pinturas, casi todas conservadas ahora en el Museo del Prado. El salón debe su nombre a que en él estaban pintados los escudos de los veinticuatro reinos que formaban la Monarquía Hispánica en tiempos de Felipe IV. Sin embargo, la denominación actual más popular del edificio que lo alberga es la de Museo del Ejército, debido a que fue sede de dicha institución entre 1841 y 2005, cuando se inició el traslado de sus colecciones al Alcázar de Toledo. Junto con el Casón del Buen Retiro, el edificio que incluye el Salón de Reinos es el único vestigio arquitectónico que subsiste del gran conjunto palacial. Desde octubre de 2015 se halla bajo gestión del Prado, que ha decidido su remozamiento y reapertura como sala de exposiciones. La estimación inicial era reabrirlo coincidiendo con el Bicentenario del museo en 2019 pero en noviembre de 2016 (al elegirse el proyecto de los arquitectos Norman Foster y Carlos Rubio) se esbozó un calendario más realista, que calculaba que en 2019 la obra estaría aún en desarrollo.
Inicialmente hacia 1630 el Salón se concibió como palco desde el que los reyes pudiesen asistir a las funciones teatrales que se celebraban en el patio, pero cuando se optó por hacer del Buen Retiro un verdadero palacio se agregó a esa función la ceremonial, como salón del trono. La estancia nunca dejó de cumplir la función festiva, siendo utilizada en espectáculos y saraos, por lo que estaba recorrida por una balconada desde la que era posible observar los festejos desde arriba. Pero como salón del trono que era, tenía que cumplir la misión de impresionar a embajadores y miembros distinguidos de las demás cortes europeas que acudían a palacio, por lo que se procuró que la decoración de la estancia fuese la más suntuosa de todo el complejo palaciego. Bien iluminado por numerosas ventanas, y entre ellas mesas de jaspe con leones de plata, el techo estaba recubierto de grutescos. Además, acogía en las paredes una decoración pictórica rebosante de simbolismo político cuyo último objetivo era la exaltación del rey Felipe IV. Se desconoce quién fue el autor del programa decorativo e iconográfico del salón, pero no hay duda de que el responsable último hubo de ser el propio conde duque de Olivares, contando con Jerónimo de Villanueva, que regaló los leones y efectuó los pagos, y con el asesoramiento intelectual de Francisco de Rioja y los pintores más próximos al monarca y su valido, Juan Bautista Maíno y Diego Velázquez.

## Distribución del Salón
El Salón es la estancia más importante de un edificio de cuatro plantas con unos 5400 metros cuadrados de superficie útil, que antaño fue un ala o crujía del Palacio del Buen Retiro. Conserva en ambos extremos sendas torres con chapiteles de pizarra, si bien la situada en el extremo oeste no es la original sino una reconstrucción de hacia 1880. 

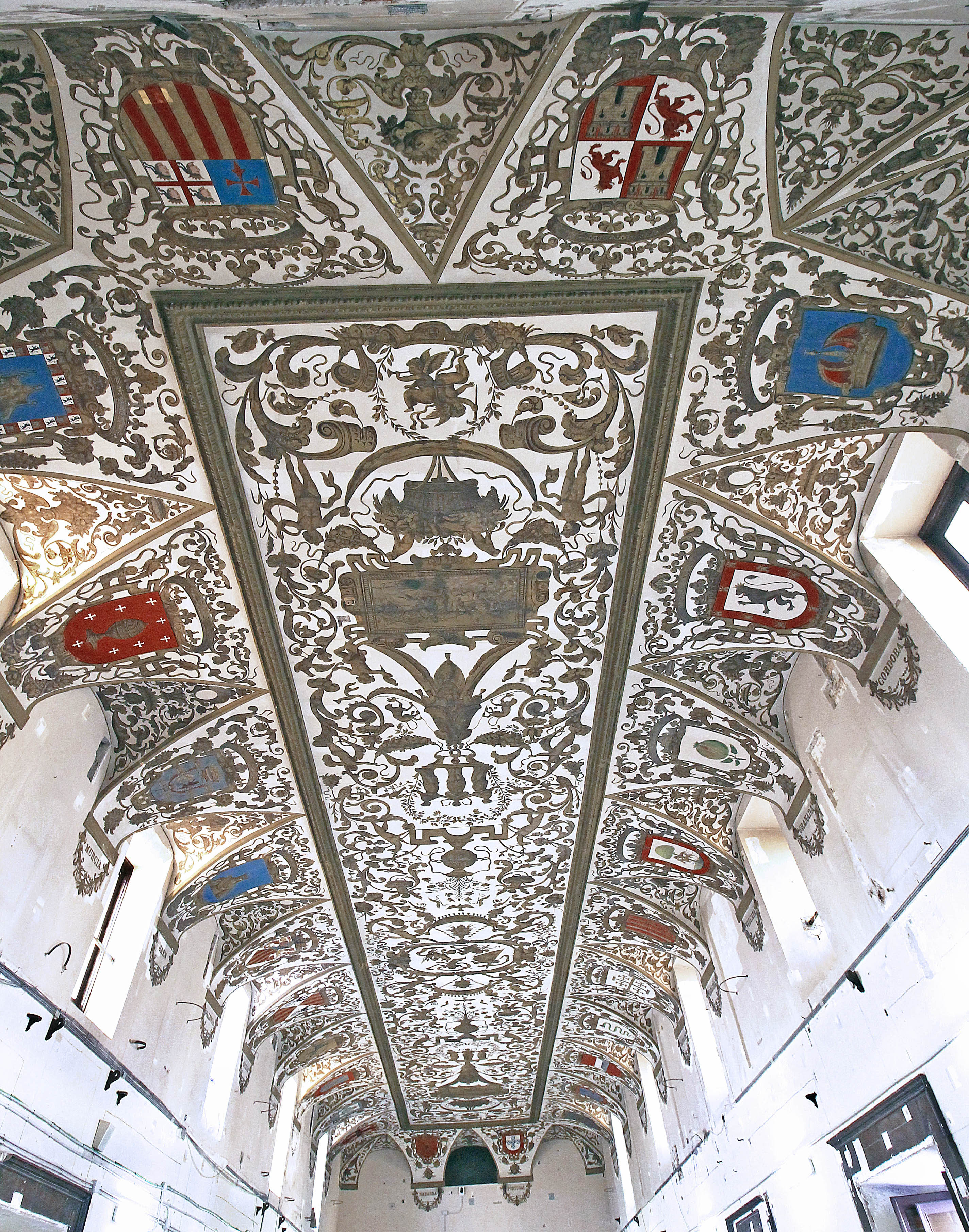
Bóveda del Salón de Reinos, con los escudos que le dan nombre.

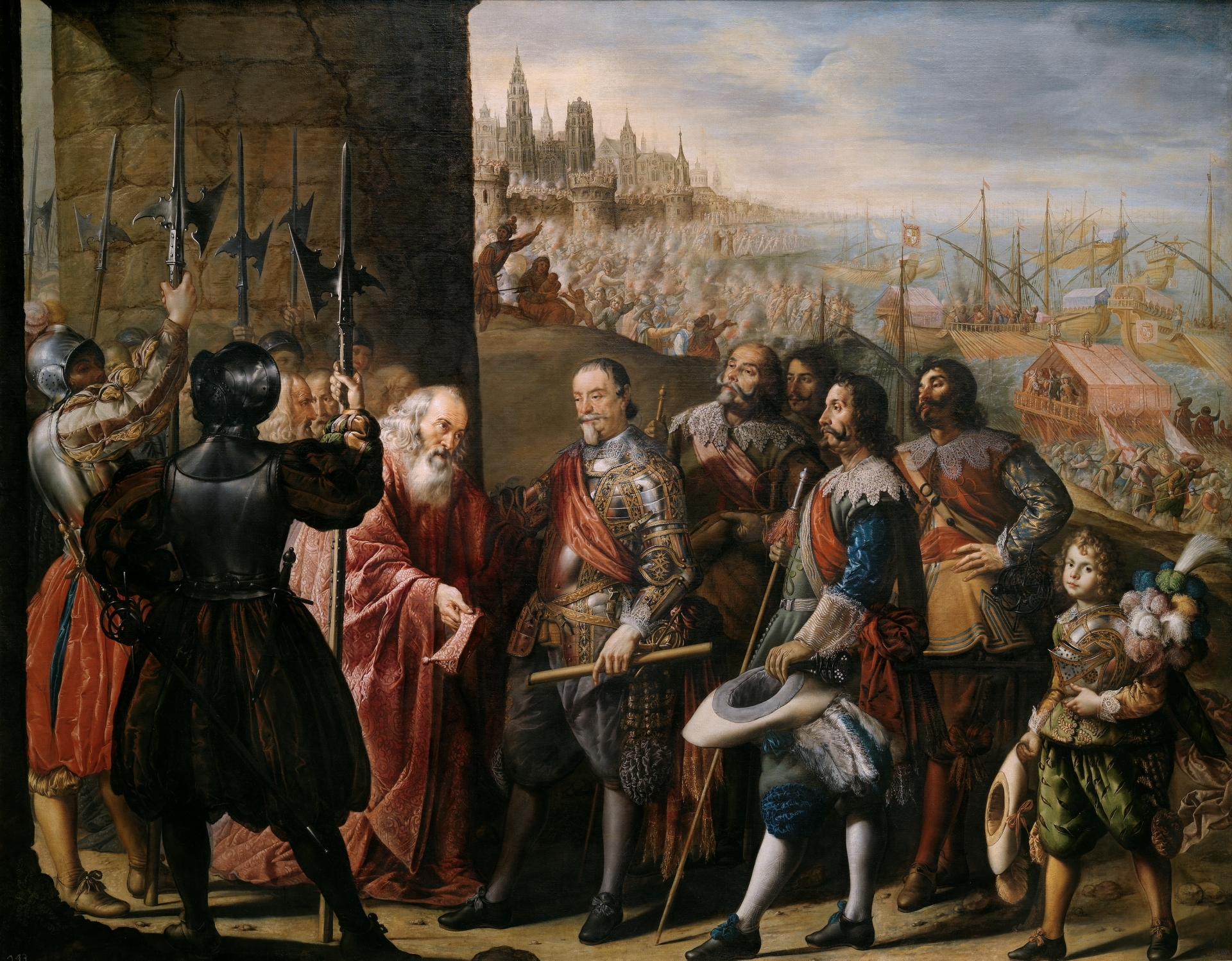
El socorro de Génova por el segundo Marqués de Santa Cruz, de Antonio de Pereda y Salgado.

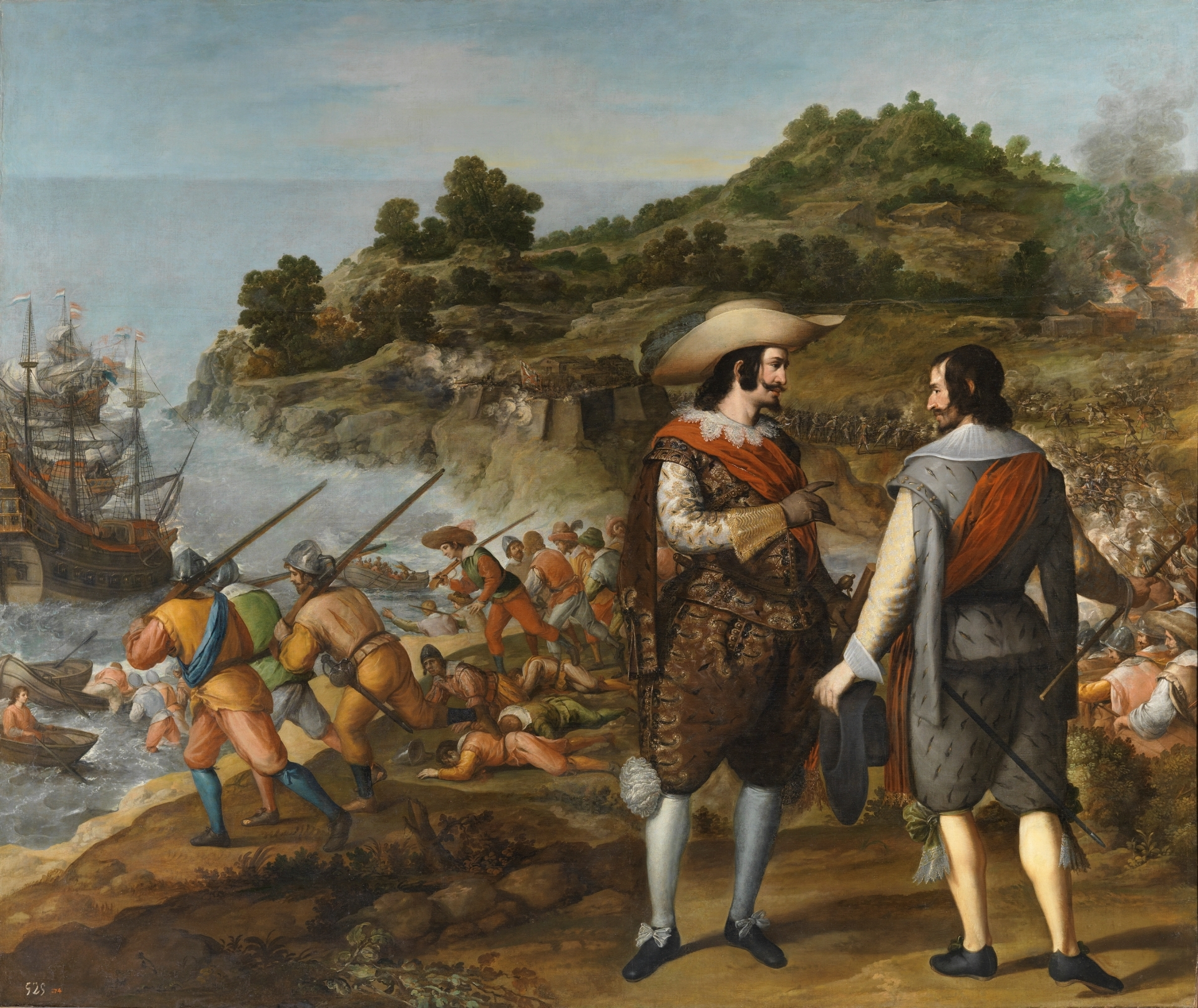
La recuperación de la isla de Puerto Rico por el gobernador de la isla, Juan de Haro, de Eugenio Cajés.

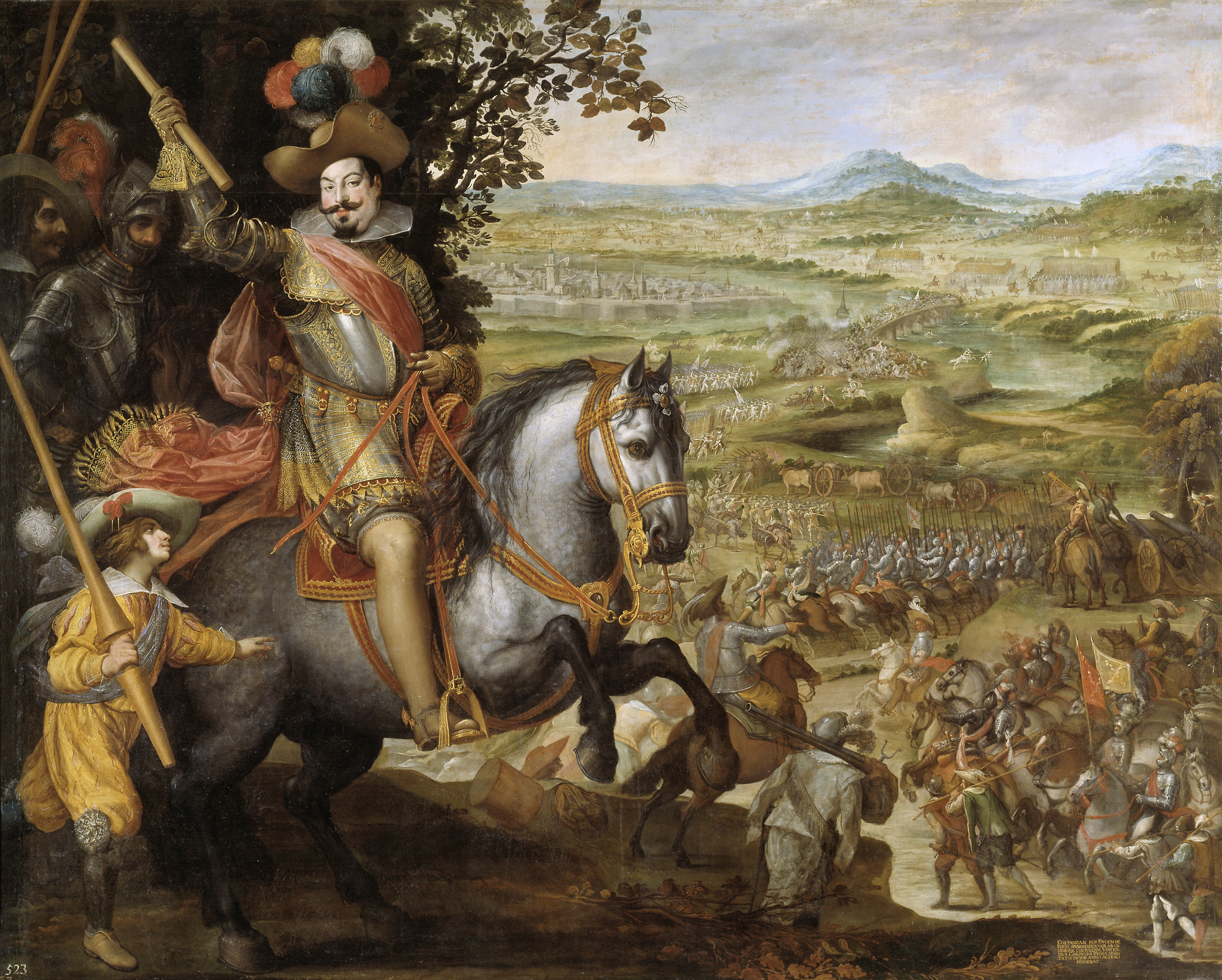
Socorro de la plaza de Constanza, de Vicente Carducho.

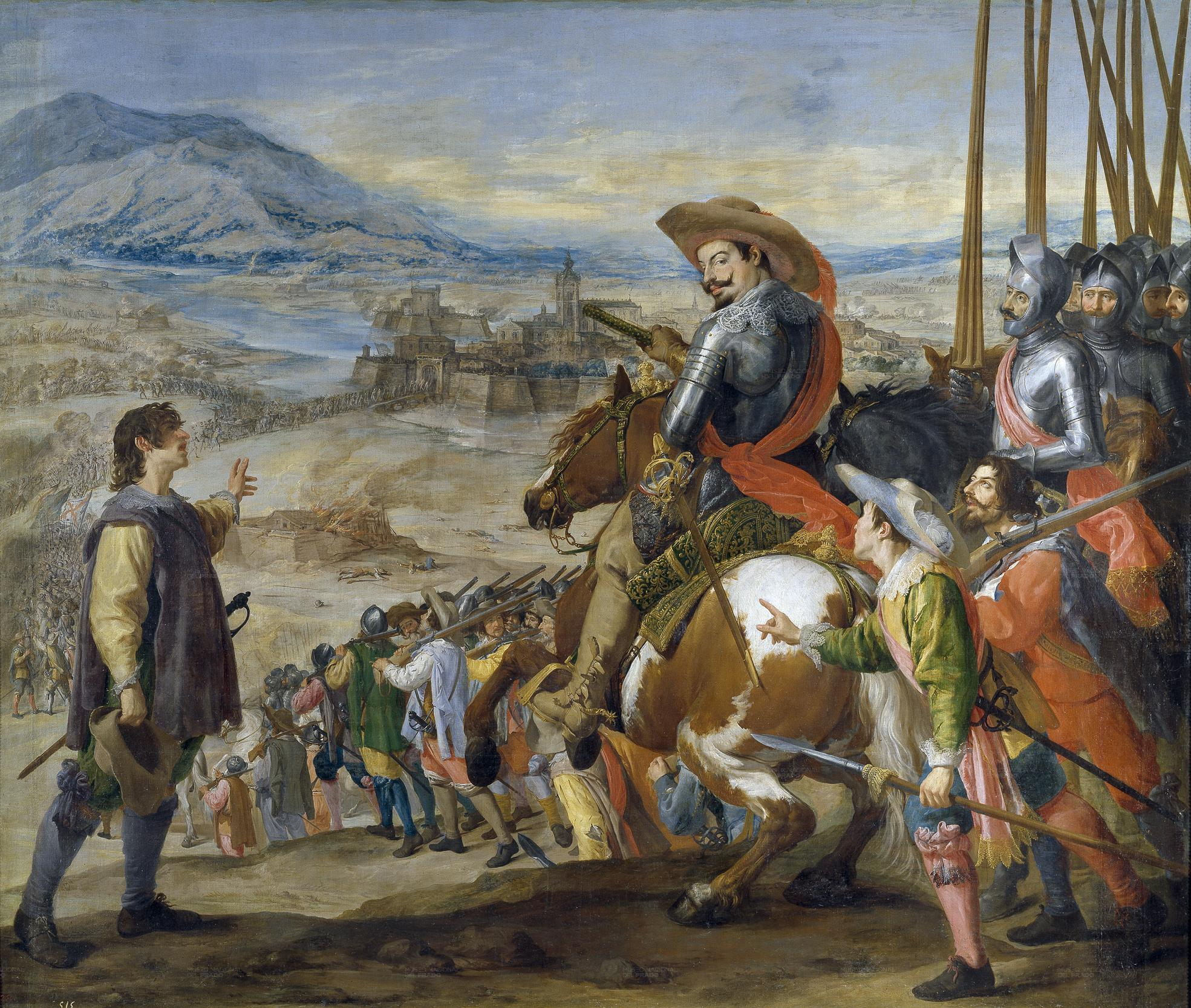
El socorro de Brisach, de Jusepe Leonardo.

El Salón es de planta rectangular y cuenta con puertas en sus lados estrechos. En los laterales norte y sur colgaban doce escenas (una de ellas perdida) cuyo tema eran las grandes batallas ganadas por los ejércitos de Felipe IV en los primeros años de su reinado. Entre estos cuadros, y sobre las ventanas bajas del Salón, se disponían diez cuadros con los trabajos de Hércules, pintados por Zurbarán, con los que se pretendía equiparar las hazañas del semidiós con las del rey. La elección de Hércules no era casual, ya que los Habsburgo se consideraban descendientes de este mítico héroe civilizador.
En los lienzos de batallas trabajaron tanto artistas pertenecientes a la antigua generación, caso de Vicente Carducho o Eugenio Cajés, que habían trabajado ya al servicio de Felipe III, como los más jóvenes, formados en el naturalismo, caso de Juan Bautista Maíno, Zurbarán, llamado expresamente desde Sevilla, Antonio de Pereda y el propio Velázquez, favorito de Felipe IV, y aun otros como Jusepe Leonardo y Félix Castelo, que iban a dejar aquí su primera obra importante.
En los extremos este y oeste se situaron los retratos, realizados por Velázquez, de la familia real. La serie estaba compuesta por los retratos ecuestres de Felipe III y de su esposa, Margarita de Austria, situados en el muro oeste; y los de Felipe IV y su esposa Isabel de Borbón en el lado este, donde se situaba la entrada principal al salón. Entre estos y sobre la puerta, el retrato del heredero de la corona, príncipe Baltasar Carlos. La distribución y colocación escalonada quería ejemplificar los conceptos de monarquía hereditaria y de continuidad dinástica.

## Escudos de la bóveda
Atendiendo a los títulos del monarca del momento, Felipe IV, los escudos representados eran los pertenecientes a veinticuatro reinos: Reino de Aragón, reinos de Castilla y de León, Reino de Cerdeña, Reino de Córdoba, Reino de Galicia, Reino de Granada, Reino de Jaén, Reino de México, Reino de Murcia, Reino de Nápoles, Reino de Navarra, Reino de Portugal, Reino de Sevilla, Reino de Sicilia, Reino de Toledo, Reino de Valencia, Principado de Cataluña, Archiducado de Austria, Ducado de Borgoña, Ducado de Brabante y Ducado de Milán, Condado de Flandes, Señorío de Vizcaya, y Reino del Perú.

Reino de Aragón
Archiducado de Austria
Ducado de Borgoña
Ducado de Brabante
Reino de Cerdeña
Reino de Castilla y León
Principado de Cataluña
Reino de Córdoba
Condado de Flandes
Reino de Galicia
Reino de Granada
Reino de Jaén
Reino de México
Ducado de Milán
Reino de Murcia
Reino de Nápoles
Reino de Navarra
Reino de Sevilla
Reino de Sicilia
Reino de Toledo
Reino del Perú
Reino de Portugal
Reino de Valencia
Señorío de Vizcaya

## Cuadros del Salón

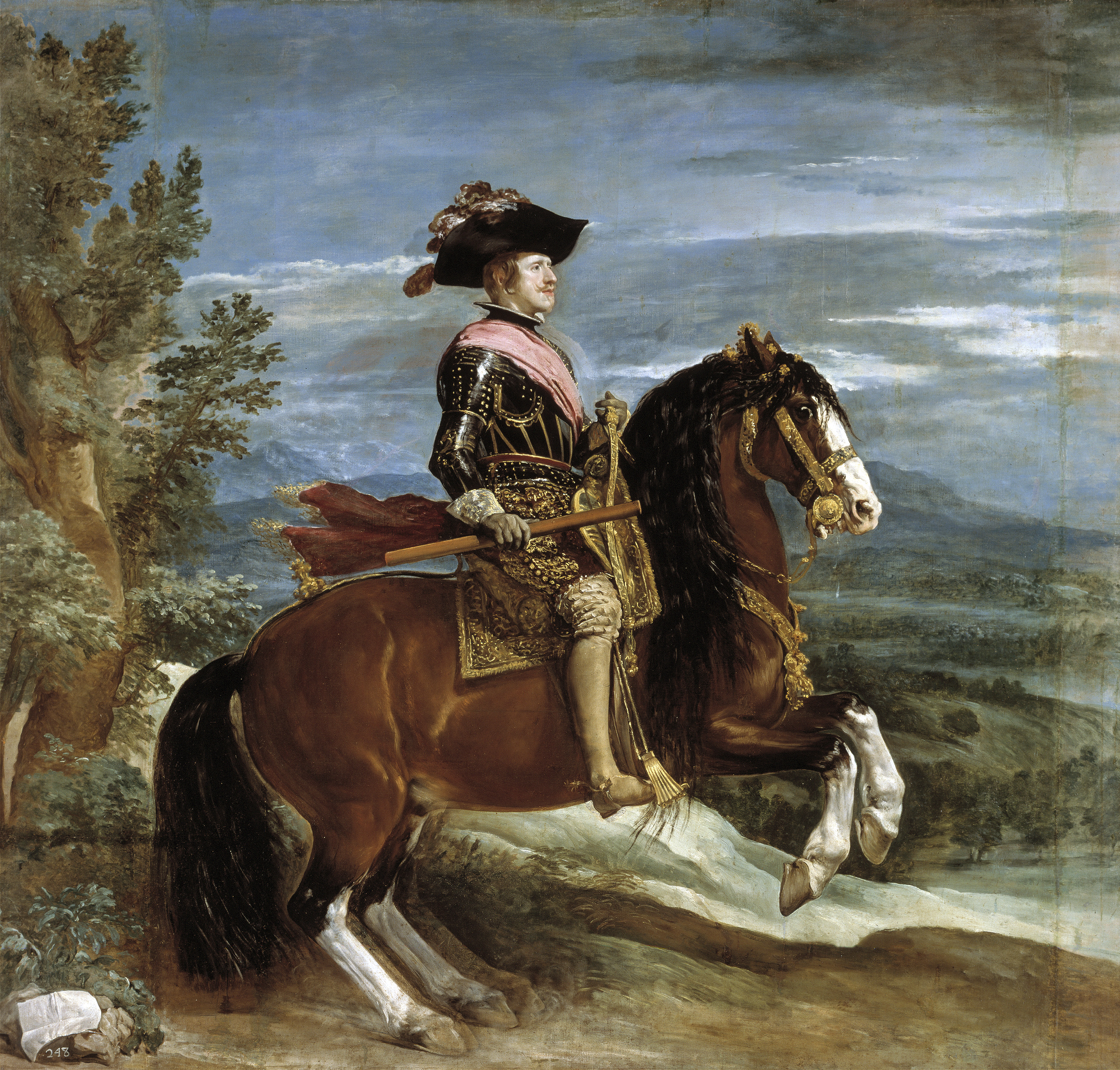
Felipe IV, a caballo, por Velázquez (Museo del Prado).

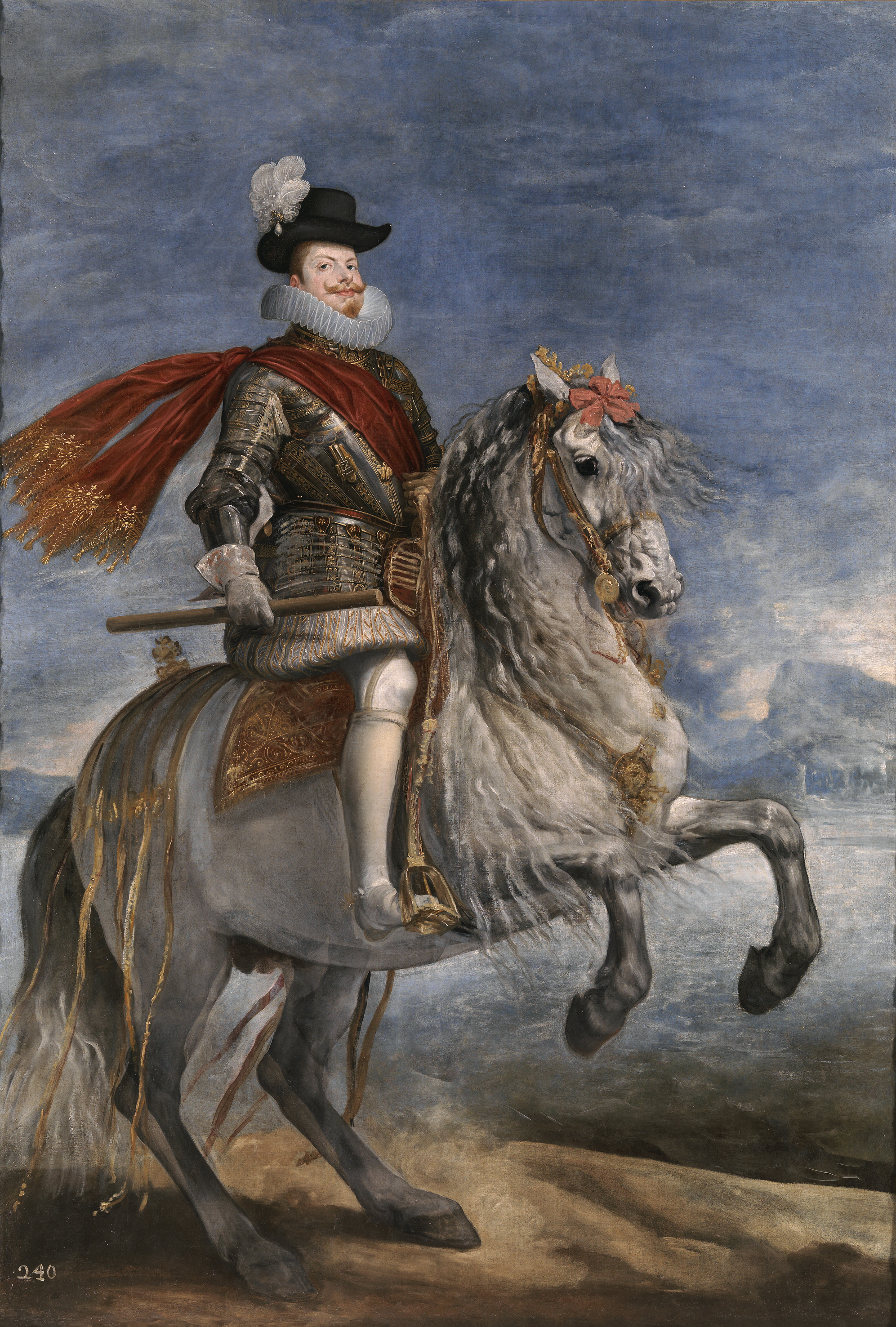
Felipe III a caballo, por Velázquez (Museo del Prado).

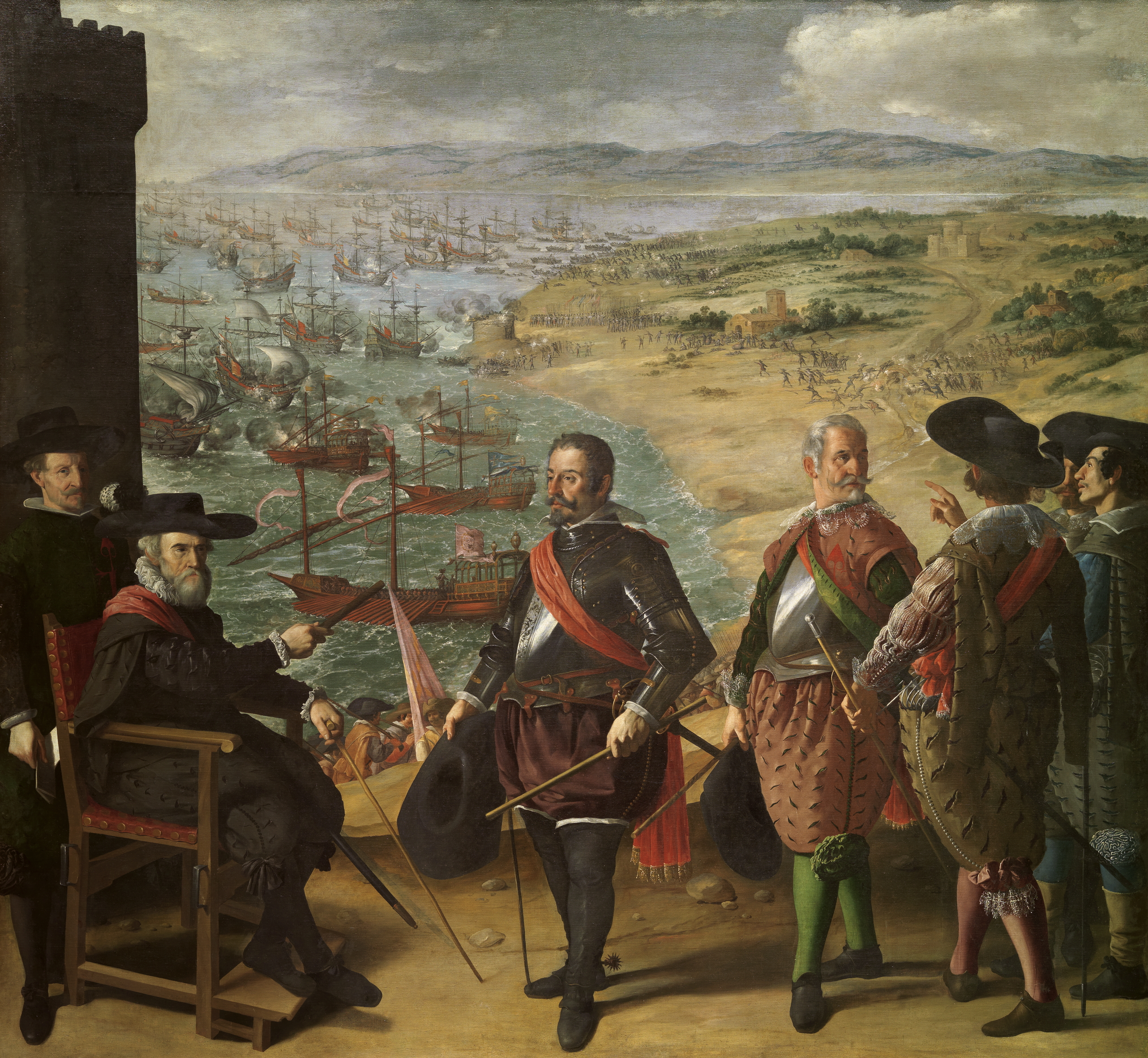
Defensa de Cádiz contra los ingleses, de Zurbarán.

La ordenación de los retratos de los reyes y los cuadros de batallas en el Salón, siguiendo la reconstrucción establecida por José Álvarez Lopera, quien se basa en la Silva topográfica (1637) de Manuel de Gallegos y el Inventario de 1701, sería la siguiente:

### Muro oeste (entrada principal al Salón de Reinos)
- Felipe IV, a caballo, óleo sobre lienzo (303 x 317 cm), Museo del Prado. El 14 de julio de 1634 Velázquez firmó el último recibo de pago de los 2500 ducados cobrados por las pinturas de su propia mano que había realizado para el Salón grande, y otras dieciocho «de mano ajena» que el año anterior había dado para la decoración del palacio, entre ellas la Dánae de Tiziano. Esas pinturas de propia mano, realizadas en un plazo de tiempo muy breve, eran La rendición de Breda y los cinco retratos ecuestres de la familia real que debían ocupar las paredes estrechas de la sala. Sin embargo, parece que Velázquez se reservó los retratos de Felipe IV y del príncipe, enteramente autógrafos, confiando los tres restantes al taller, con algunos retoques de su mano. El rey aparece sobre el fondo luminoso de la Sierra de Guadarrama. Posa de perfil sobre el caballo en corveta; luce coraza de gala portando la bengala y llevando las riendas en una mano, como símbolo de control sobre la furia del animal (representación del control sobre el pueblo). La expresión impasible del monarca es reflejo de la etiqueta protocolaria del momento (imagen de majestad y nobleza). El paso del tiempo ha hecho que se transparenten las correcciones en las patas del caballo y en el busto del rey.

- Isabel de Borbón a caballo, óleo sobre lienzo (301 x 314 cm), Museo del Prado. Obra de Velázquez con participación del taller. La idea de que Velázquez retocase una pintura anterior y de un pintor más arcaico, meticuloso en la descripción del traje de la reina y la gualdrapa del caballo, según han sostenido muchos críticos, está en contradicción con lo que muestra la radiografía, que deja ver una primera pintura de la panza del caballo con su correaje y un vestido de la reina mucho más sencillo. Posteriormente, y a la vez que Velázquez hacía retoques en la cabeza de la reina y las patas del caballo, otro pintor más paciente añadió los minuciosos bordados del vestido y la gualdrapa, ocultando con ellos partes del caballo que ya habían sido pintadas.

- El Príncipe Baltasar Carlos a caballo, óleo sobre lienzo (209 x 173 cm), Museo del Prado. Obra enteramente autógrafa de Velázquez. El príncipe, de seis años, monta una jaca vista desde abajo, al estar destinado el cuadro a un lugar elevado, lo que produce una evidente deformación en el animal. El cuadro fue pintado con muy poco pigmento, extendido en capas casi transparentes aplicadas directamente sobre la preparación blanca, que queda a la vista en las montañas. La figura del príncipe y el caballo fueron pintados antes que el paisaje, de modo que se recorta nítidamente, despegándose del fondo mediante la aplicación de veladuras con las que se completa la sensación de profundidad que produce la alternancia en el paisaje de bandas iluminadas y en sombra.

### Muro este (testero del trono)
- Felipe III a caballo, óleo sobre lienzo (300 x 212 cm), Museo Nacional del Prado. Obra de Velázquez con amplia participación del taller. Aunque se ha especulado mucho acerca de este retrato y de su pareja, el retrato de la reina Margarita, poniéndolo en relación con un encargo efectuado ya a Velázquez en 1628 para el que se sirvió como modelo de un retrato previo de Bartolomé González, los estudios técnicos realizados en el Museo del Prado demuestran que los cinco retratos de la serie se hicieron a un tiempo, empleando la misma preparación del lienzo e idénticos pigmentos. Velázquez debió de confiar su ejecución a un pintor que, conociendo la técnica velazqueña, era más minucioso que el maestro sevillano en su forma de trabajar. El mismo, y quizá por indicación de Velázquez, rectificó la posición del brazo del monarca, y posteriormente Velázquez llevó a cabo algunos retoques, rehaciendo el caballo y añadiendo toques de luz con algunas veladuras sobre el vestido del rey. Más tarde, como demostraba la posición que ocupaba un antiguo número de inventario, se añadieron dos bandas perfectamente visibles a los lados a fin de que el cuadro tuviese las mismas dimensiones que el de Felipe IV. Al hacerlo, quizá ya en el siglo XVIII y al pasar los cuadros al Palacio Nuevo, se ocultaron algunas zonas de paisaje pintadas por Velázquez. En fecha reciente el cuadro fue restaurado y recuperó su formato original.

- La reina Margarita de Austria a caballo, óleo sobre lienzo (297 x 212 cm), Museo Nacional del Prado. Como el anterior, es obra de Velázquez con amplia participación del taller y fue ampliado en el siglo XVIII; recuperando su formato original en fecha reciente. Sobre el modelo surgido del taller, Velázquez repintó con toques muy sueltos los arreos del caballo, inicialmente muy detallistas. La misma fluidez de los trazos se observa en la remodelación de la cabeza de la reina, pero el proceso fue inverso en las crines del caballo como también en alguna zona del paisaje, ocultándose en la remodelación general del cuadro pinturas subyacentes ejecutadas con técnica más suelta y quizá del propio Velázquez.

### Muro norte
- El cuadro de La expulsión de los holandeses de la isla de San Martín por el marqués de Cadreita, de Eugenio Cajés, perdido. (Recuperación de San Martín 1633)

- Expugnación de Rheinfelden, de Vicente Carducho. Óleo sobre lienzo (297 x 357 cm), Museo Nacional del Prado.

- El socorro de Brisach, obra de Jusepe Leonardo. Óleo sobre lienzo (304 x 360 cm), Museo Nacional del Prado.

- El socorro de la plaza de Constanza, de Vicente Carducho. Óleo sobre lienzo (297 x 374 cm), Museo Nacional del Prado.

- La recuperación de San Juan de Puerto Rico, de Eugenio Cajés. Óleo sobre lienzo (290 x 344 cm), Museo Nacional del Prado.

- La recuperación de la isla de San Cristóbal, de Félix Castelo. Óleo sobre lienzo (297 x 311 cm), Museo Nacional del Prado.

### Muro sur
- La recuperación de Bahía de Todos los Santos, de Juan Bautista Maíno. Óleo sobre lienzo (290 x 370 cm), Museo Nacional del Prado.

- El socorro de Génova por el II marqués de Santa Cruz, de Antonio de Pereda y Salgado. Óleo sobre lienzo (290 x 370 cm), Museo Nacional del Prado.

- La victoria de Fleurus, obra de Vicente Carducho. Óleo sobre lienzo (297 x 365 cm), Museo Nacional del Prado.

- Rendición de Juliers, de Jusepe Leonardo. Óleo sobre lienzo, (307 x 381 cm), Museo Nacional del Prado.

- La rendición de Breda, de Diego Velázquez. Óleo sobre lienzo, (307 x 367 cm), Museo Nacional del Prado.

- La defensa de Cádiz contra los Ingleses, obra de Francisco de Zurbarán. Óleo sobre lienzo, (302 x 323 cm). Museo Nacional del Prado.

Sobre las ventanas los cuadros con los trabajos de Hércules pintados por Zurbarán:
- Hércules y el toro de Creta.
- Hércules luchando con Anteo.
- Hércules y el jabalí de Erimanto.
- Hércules desvía el curso del río Alfeo.
- Hércules y el Cancerbero.
- Hércules lucha con el león de Nemea.
- Hércules lucha contra la hidra de Lerna.
- Hércules separa los montes Calpe y Abyla.
- Hércules vence al rey Gerión.
- Muerte de Hércules.

Todos ellos pinturas al óleo sobre lienzo, con unas medidas aproximadas de 130 x 160 cm, Museo Nacional del Prado.

## El Salón en la actualidad

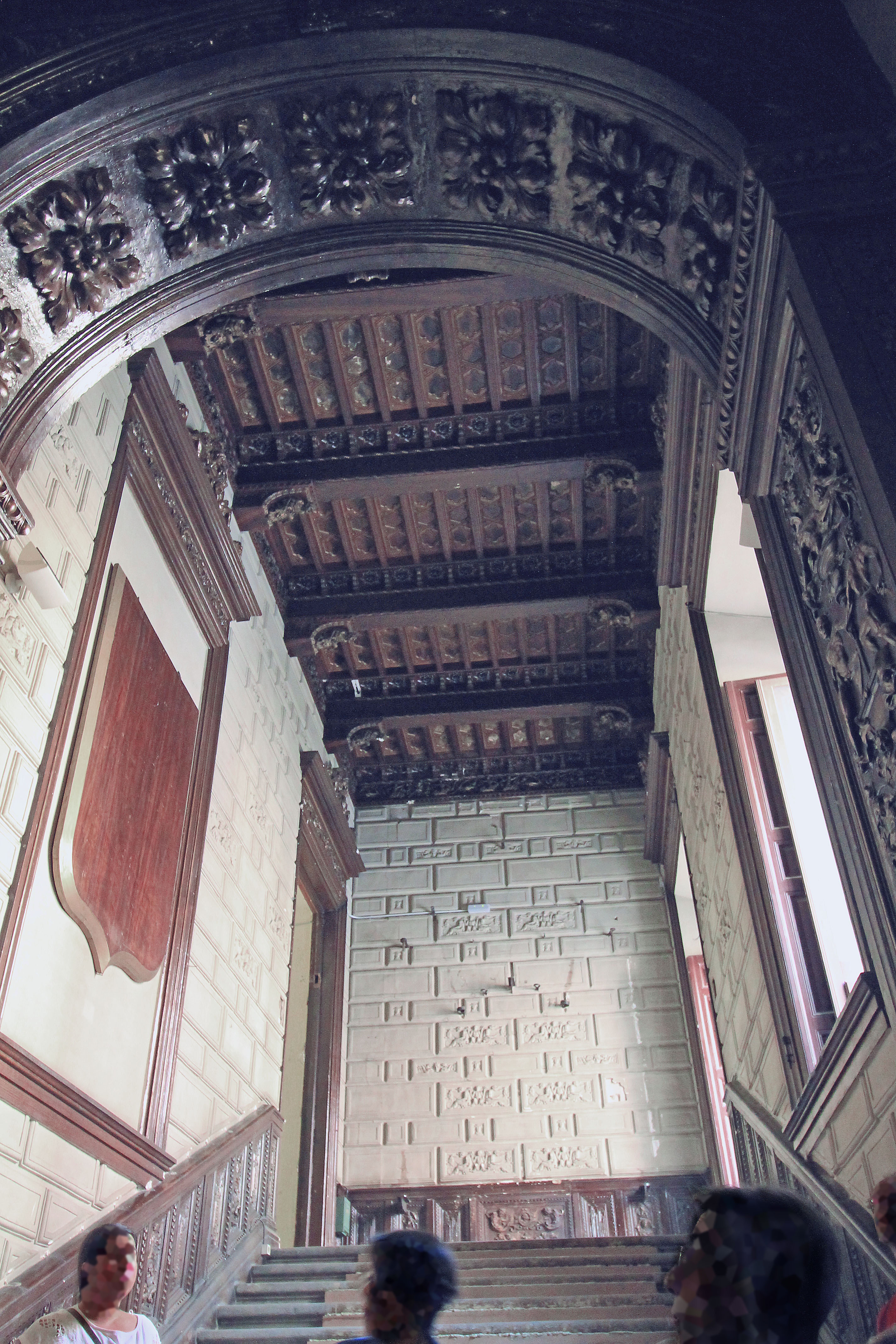
Interior de una de las torres.

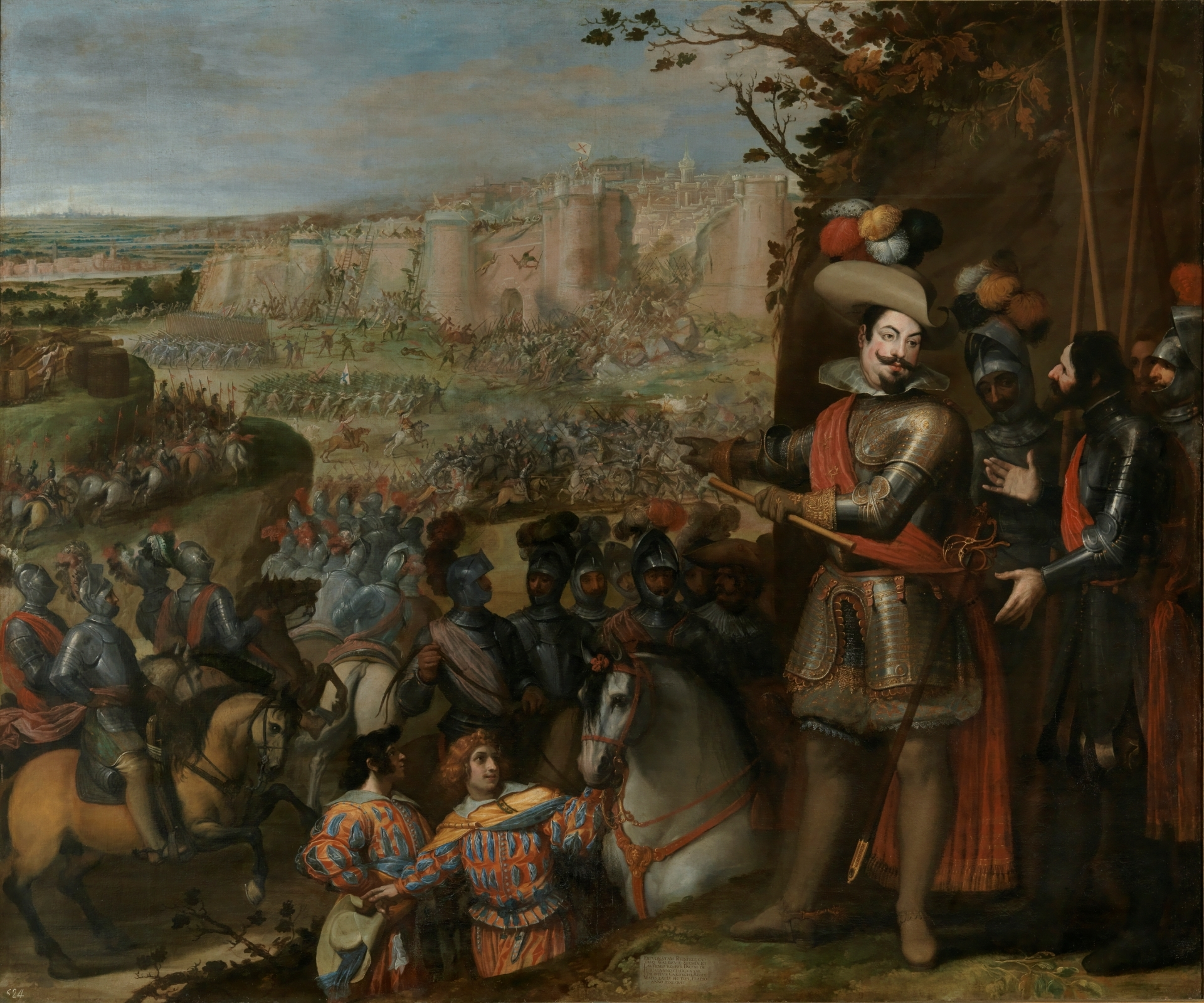
Expugnación de Rheinfelden, obra de Vicente Carducho.

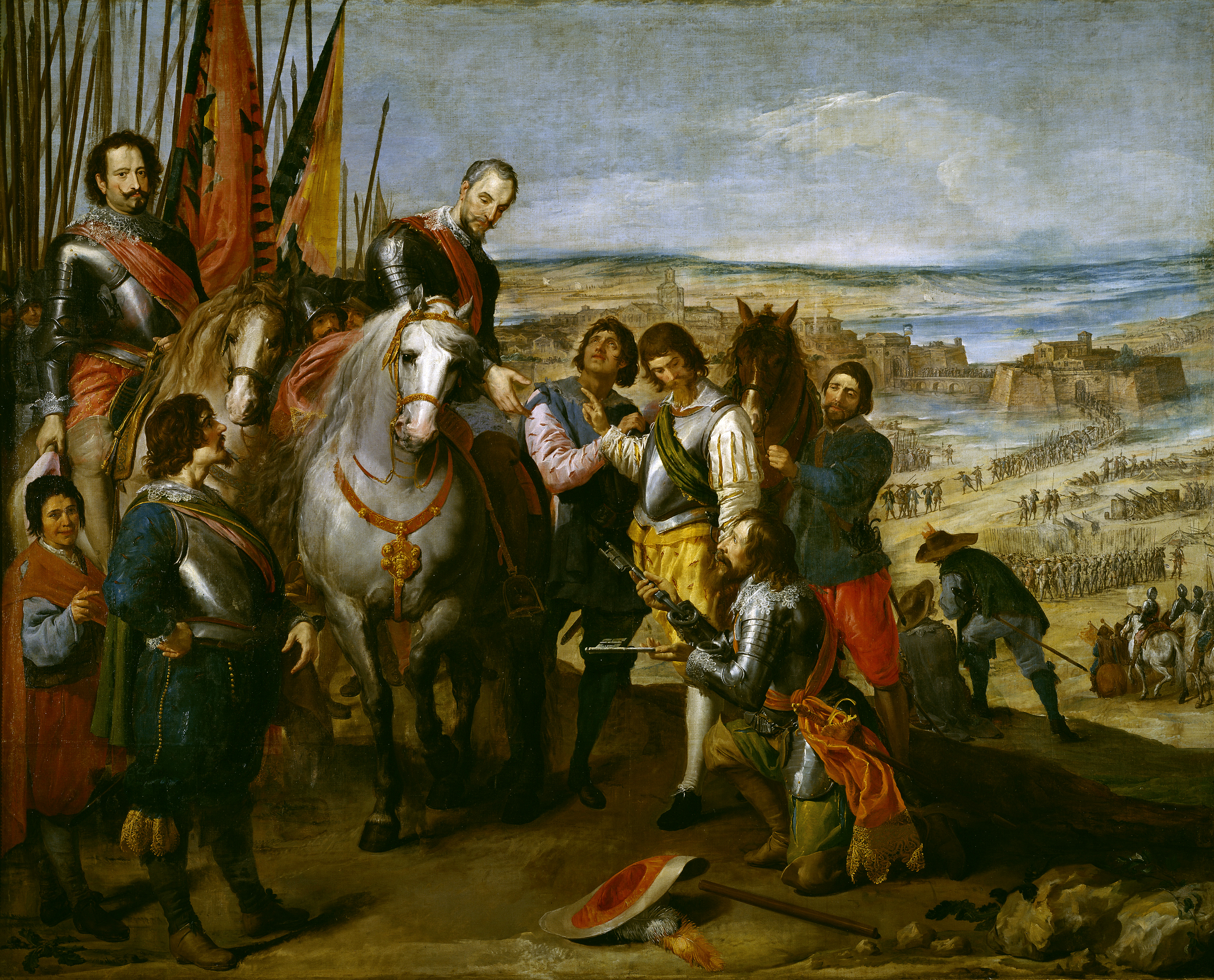
Rendición de Juliers, obra de Jusepe Leonardo.

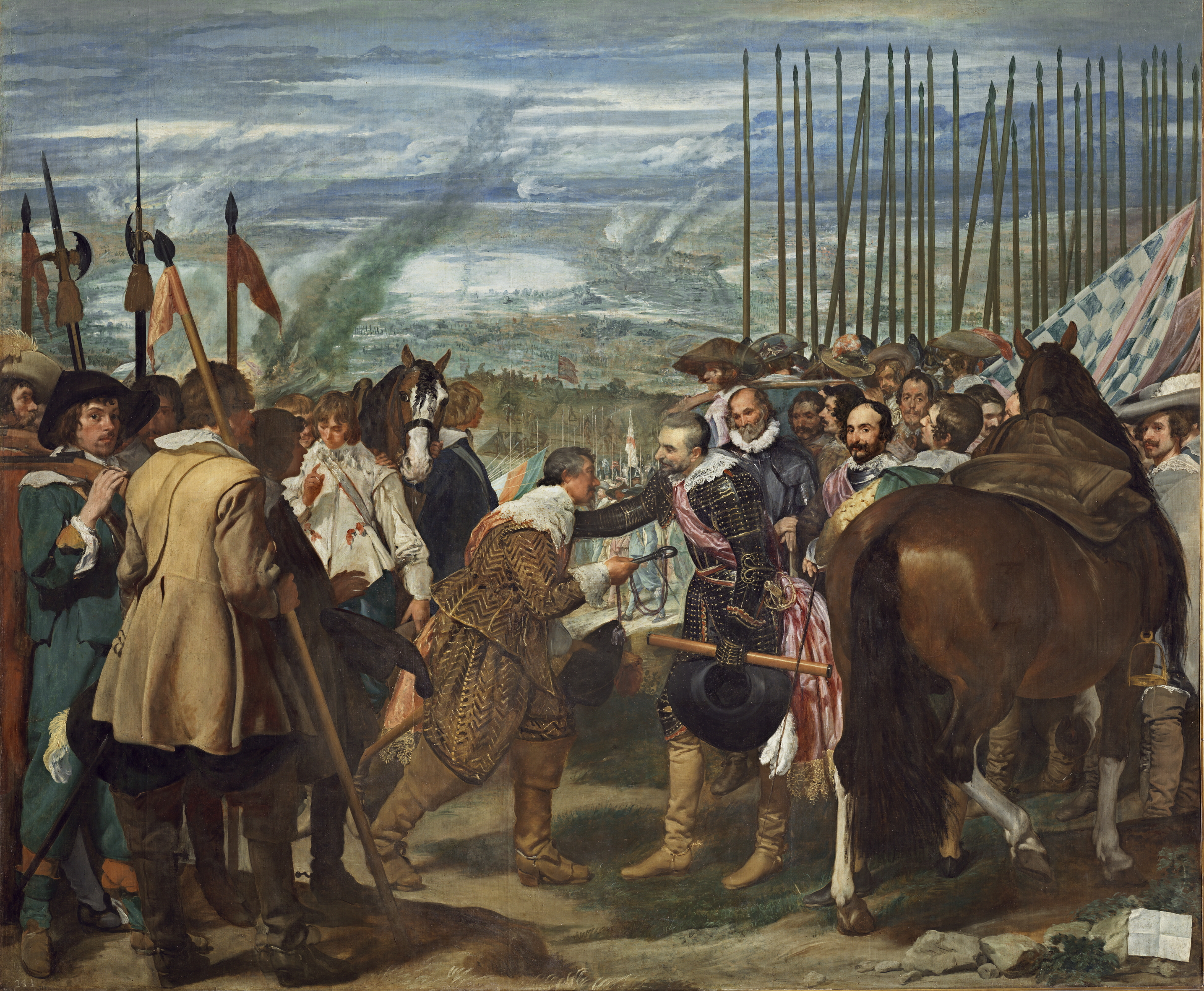
La rendición de Breda, de Velázquez.

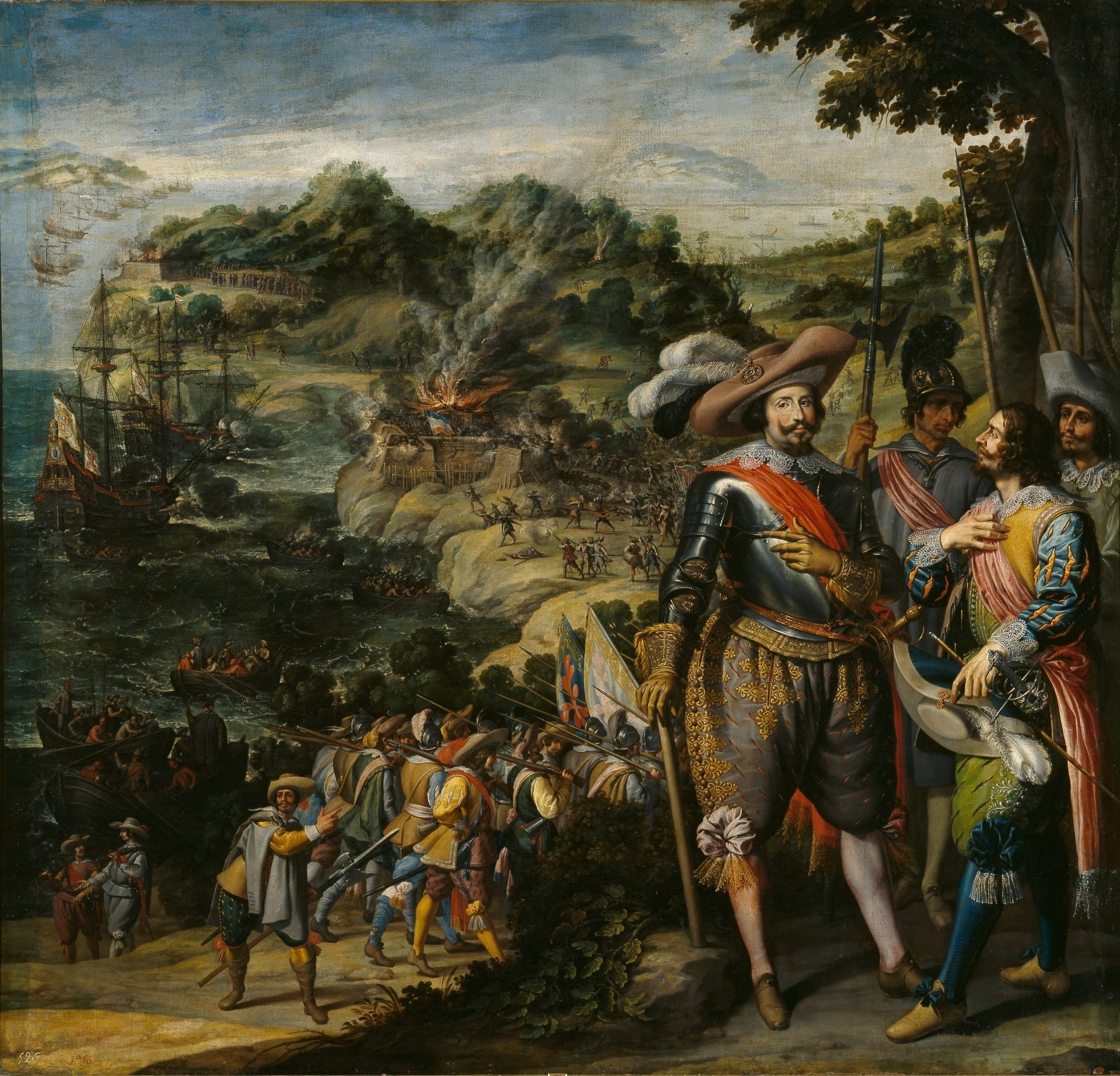
La recuperación de la isla de San Cristóbal por don Fadrique de Toledo, de Félix Castelo.

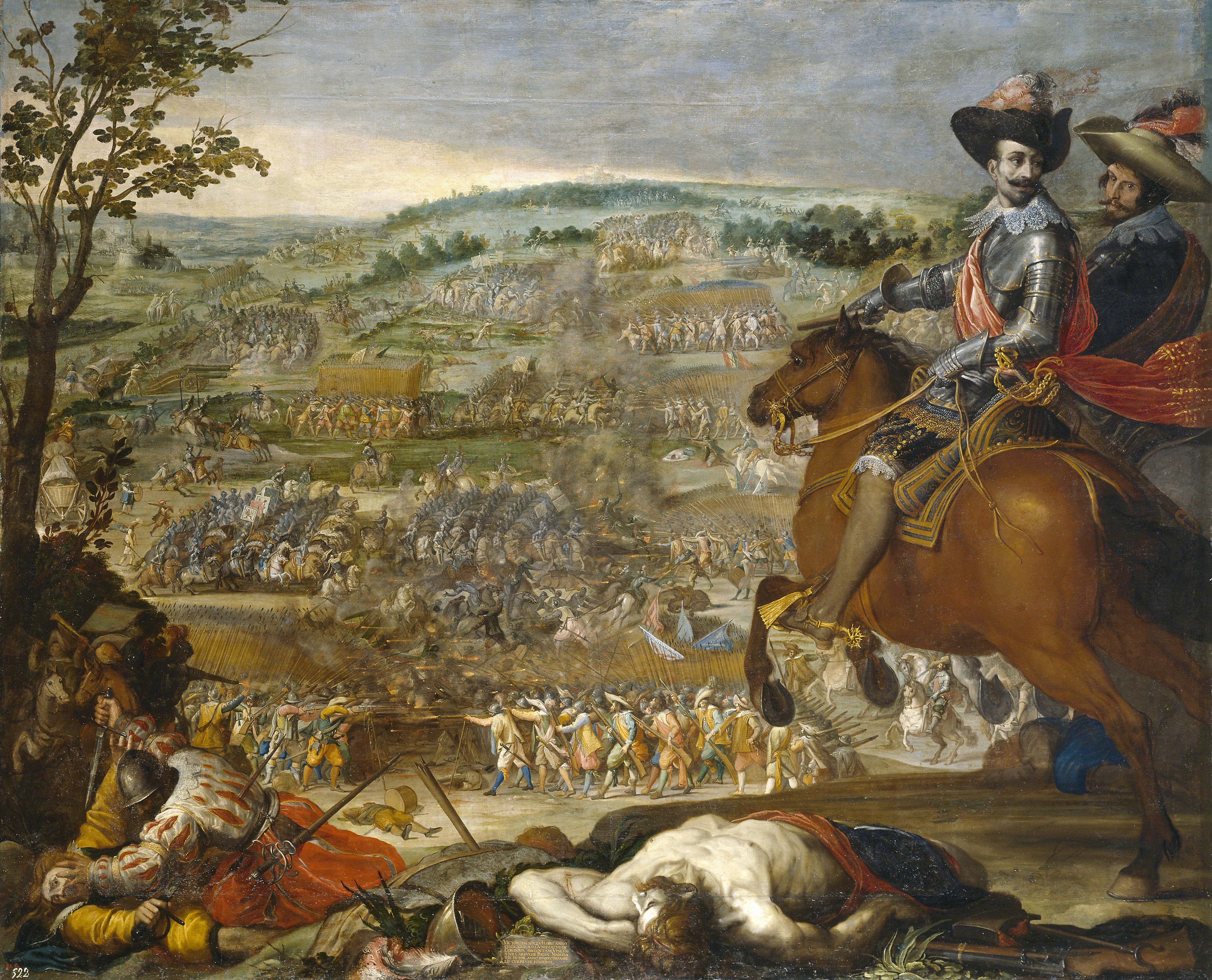
La victoria de Fleurus, por Vicente Carducho.

El Salón de Reinos, y el de Fiestas (actual Casón del Buen Retiro), fueron las únicas estancias que se salvaron de los intensos bombardeos y ataques efectuados por los franceses durante la invasión entre 1808 y 1814 así como de la posterior demolición de las construcciones colindantes en el siglo XIX. El aspecto del edificio se encuentra desgraciadamente muy transformado debido a las reformas que se llevaron a cabo en el siglo XIX, concluida la Guerra de la Independencia.
Desde 1841 y durante más de 150 años se ha ubicado en este edificio el Museo del Ejército (inicialmente llamado Museo de Artillería). A comienzos del siglo XXI el Ministerio de Cultura de España inició una serie de estudios y reformas para trasladar el Museo del Ejército al Alcázar de Toledo, pasando el Salón de Reinos a depender del Museo del Prado, al igual que ya lo estaba el Casón.
El propósito inicial de tal proyecto era dar al Museo del Ejército una sede más adecuada, amplia y moderna, y de paso dotar de mayor atractivo al Alcázar toledano. Paralelamente, el Prado pretendía devolver el aspecto original del siglo XVII al Salón de Reinos restituyéndole los lienzos que lo decoraron. Esta labor parecía algo más fácil porque aún se conservan en buen estado la pintura mural y los escudos de los reinos entre los grutescos de la cubierta. Sin embargo, esta propuesta suscitó un debate sobre el uso definitivo del edificio, pues hubo quienes desaconsejaron trasladar a él Las lanzas y otros cuadros de Velázquez, pues implicaría separarlos del resto de obras de dicho artista, mientras para otros críticos resultaba desmesurado acometer tal reforma sólo para reconstruir un salón. La opción que parece imponerse es la de destinar el Salón de Reinos (y sus estancias anexas) a actividades diversas, como exposiciones temporales de larga duración y exhibición de colecciones que no encuentran acomodo en la sede principal del Prado. 
Estaba previsto licitar la obra en 2009 o 2010 y realizar la adjudicación, ejecución de trabajos y habilitación en el periodo 2010-2012, con un presupuesto de 42,5 millones de €, pero todo el proceso se fue demorando por falta de fondos. Mientras, el Museo del Ejército, en su nueva ubicación en Toledo, se inauguró en julio de 2010. Finalmente, en octubre de 2015 el proyecto se reactivó: el Ministerio de Cultura y el Prado formalizaron la cesión del edificio al museo, que convocó un concurso en 2016 para el encargo de la remodelación del edificio de modo que pudiera reabrirse a tiempo para las celebraciones del Bicentenario del Prado en 2019. En noviembre de 2016 se anunció que el proyecto elegido era el presentado por los estudios de Norman Foster y Carlos Rubio. Las obras comenzaron finalmente en octubre de 2019, de modo que la reapertura del edificio será posterior al Bicentenario.